# Campeonato Europeu de Halterofilismo de 1976
O 55º Campeonato Europeu de Halterofilismo foi organizado pela Federação Europeia de Halterofilismo em Berlim, na Alemanha Oriental entre 3 a 11 de abril de 1976. Foram disputadas 9 categorias com a presença de 151 halterofilistas de 21 nacionalidades.

## Medalhistas
| Evento                       | Ouro                                 | Ouro              | Prata                               | Prata             | Bronze                               | Bronze            |
| Mosca (até 52 kg)            | Mosca (até 52 kg)                    | Mosca (até 52 kg) | Mosca (até 52 kg)                   | Mosca (até 52 kg) | Mosca (até 52 kg)                    | Mosca (até 52 kg) |
| ---------------------------- | ------------------------------------ | ----------------- | ----------------------------------- | ----------------- | ------------------------------------ | ----------------- |
| Arranque                     | Aleksandr Voronin · União Soviética  | 107,5 kg          | György Kőszegi · Hungria            | 102,5 kg          | Zygmunt Smalcerz · Polónia           | 100,0 kg          |
| Arremesso                    | György Kőszegi · Hungria             | 132,5 kg          | Aleksandr Voronin · União Soviética | 132,5 kg          | Lajos Szűcs · Hungria                | 130,0 kg          |
| Total                        | Aleksandr Voronin · União Soviética  | 240,0 kg          | György Kőszegi · Hungria            | 235,0 kg          | Lajos Szűcs · Hungria                | 230,0 kg          |
| Galo (até 56 kg)             |                                      |                   |                                     |                   |                                      |                   |
| Arranque                     | Karel Prohl · Tchecoslováquia        | 112,5 kg          | Norair Nurikyan · Bulgária          | 110,0 kg          | Imre Stefanovics · Hungria           | 107,5 kg          |
| Arremesso                    | Norair Nurikyan · Bulgária           | 145,0 kg          | Leszek Skorupa · Polónia            | 145,0 kg          | Imre Stefanovics · Hungria           | 142,5 kg          |
| Total                        | Norair Nurikyan · Bulgária           | 255,0 kg          | Leszek Skorupa · Polónia            | 252,5 kg          | Karel Prohl · Tchecoslováquia        | 250,0 kg          |
| Pena (até 60 kg)             |                                      |                   |                                     |                   |                                      |                   |
| Arranque                     | Todor Todorov · Bulgária             | 125,0 kg          | Georgi Todorov · Bulgária           | 125,0 kg          | Nikolay Kolesnikov · União Soviética | 122,5 kg          |
| Arremesso                    | Nikolay Kolesnikov · União Soviética | 160,0 kg          | Todor Todorov · Bulgária            | 155,0 kg          | Grzegorz Cziura · Polónia            | 155,0 kg          |
| Total                        | Nikolay Kolesnikov · União Soviética | 282,5 kg          | Todor Todorov · Bulgária            | 280,0 kg          | Georgi Todorov · Bulgária            | 277,5 kg          |
| Leve (até 67,5 kg)           |                                      |                   |                                     |                   |                                      |                   |
| Arranque                     | Zbigniew Kaczmarek · Polónia         | 135,0 kg          | Zahari Todorov · Bulgária           | 132,5 kg          | Jan Lostowski · Polónia              | 132,5 kg          |
| Arremesso                    | Sergey Pevsner · União Soviética     | 172,5 kg          | Jan Lostowski · Polónia             | 170,0 kg          | Zbigniew Kaczmarek · Polónia         | 170,0 kg          |
| Total                        | Zbigniew Kaczmarek · Polónia         | 305,0 kg          | Jan Lostowski · Polónia             | 302,5 kg          | Sergey Pevsner · União Soviética     | 297,5 kg          |
| Médio (até 75 kg)            |                                      |                   |                                     |                   |                                      |                   |
| Arranque                     | Peter Wenzel · Alemanha Oriental     | 150,0 kg          | Vardan Militosyan · União Soviética | 150,0 kg          | Yordan Mitkov · Bulgária             | 147,5 kg          |
| Arremesso                    | Vardan Militosyan · União Soviética  | 190,0 kg          | Peter Wenzel · Alemanha Oriental    | 185,0 kg          | Yordan Mitkov · Bulgária             | 182,5 kg          |
| Total                        | Vardan Militosyan · União Soviética  | 340,0 kg          | Peter Wenzel · Alemanha Oriental    | 335,0 kg          | Yordan Mitkov · Bulgária             | 330,0 kg          |
| Pesado-ligeiro (até 82,5 kg) |                                      |                   |                                     |                   |                                      |                   |
| Arranque                     | Trendafil Stoychev · Bulgária        | 167,5 kg          | Valery Shary · União Soviética      | 165,0 kg          | Blagoy Blagoev · Bulgária            | 165,0 kg          |
| Arremesso                    | Rolf Milser · Alemanha Ocidental     | 207,5 kg          | Valery Shary · União Soviética      | 202,5 kg          | Blagoy Blagoev · Bulgária            | 200,0 kg          |
| Total                        | Valery Shary · União Soviética       | 367,5 kg          | Blagoy Blagoev · Bulgária           | 365,0 kg          | Trendafil Stoychev · Bulgária        | 365,0 kg          |
| Meio-pesado (até 90 kg)      |                                      |                   |                                     |                   |                                      |                   |
| Arranque                     | David Rigert · União Soviética       | 177,5 kg          | Adam Saydullaev · União Soviética   | 160,0 kg          | Michel Broillet · Suíça              | 160,0 kg          |
| Arremesso                    | David Rigert · União Soviética       | 220,0 kg          | Adam Saydullaev · União Soviética   | 200,0 kg          | Christos Iakovou · Grécia            | 195,0 kg          |
| Total                        | David Rigert · União Soviética       | 397,5 kg          | Adam Saydullaev · União Soviética   | 360,0 kg          | Peter Petzold · Alemanha Oriental    | 350,0 kg          |
| Pesado (até 110 kg)          |                                      |                   |                                     |                   |                                      |                   |
| Arranque                     | Valentin Hristov · Bulgária          | 185,0 kg          | Yury Zaitsev · União Soviética      | 172,5 kg          | Jürgen Ciezki · Alemanha Oriental    | 170,0 kg          |
| Arremesso                    | Valentin Hristov · Bulgária          | 230,0 kg          | Yury Zaitsev · União Soviética      | 227,5 kg          | Jürgen Ciezki · Alemanha Oriental    | 225,0 kg          |
| Total                        | Valentin Hristov · Bulgária          | 415,0 kg          | Yury Zaitsev · União Soviética      | 400,0 kg          | Jürgen Ciezki · Alemanha Oriental    | 395,0 kg          |
| Super pesado (+ 110 kg)      |                                      |                   |                                     |                   |                                      |                   |
| Arranque                     | Hristo Plachkov · Bulgária           | 195,0 kg          | Jürgen Heuser · Alemanha Oriental   | 180,0 kg          | Gerd Bonk · Alemanha Oriental        | 180,0 kg          |
| Arremesso                    | Gerd Bonk · Alemanha Oriental        | 252,5 kg          | Hristo Plachkov · Bulgária          | 235,0 kg          | Jürgen Heuser · Alemanha Oriental    | 230,0 kg          |
| Total                        | Gerd Bonk · Alemanha Oriental        | 432,5 kg          | Hristo Plachkov · Bulgária          | 430,0 kg          | Jürgen Heuser · Alemanha Oriental    | 410,0 kg          |

## Quadro de medalhas
Quadro de medalhas no total combinado
| Ordem | País              | Medalha de ouro | Medalha de prata | Medalha de bronze | Total |
| ----- | ----------------- | --------------- | ---------------- | ----------------- | ----- |
| 1     | União Soviética   | 5               | 2                | 1                 | 8     |
| 2     | Bulgária          | 2               | 3                | 3                 | 8     |
| 3     | Polónia           | 1               | 2                | 0                 | 3     |
| 4     | Alemanha Oriental | 1               | 1                | 3                 | 5     |
| 5     | Hungria           | 0               | 1                | 1                 | 2     |
| 6     | Tchecoslováquia   | 0               | 0                | 1                 | 1     |
| Total | Total             | 9               | 9                | 9                 | 27    |